# Centre commercial Savanna
Le centre commercial Savanna est un centre commercial de l'île de La Réunion, département et région d'outre-mer français dans le sud-ouest de l'océan Indien. Situé à Savannah, sur le territoire de la commune de Saint-Paul, il comprend notamment un hypermarché Jumbo Score.